# Paracromastigum granatensis
Paracromastigum granatensis là một loài rêu tản trong họ Lepidoziaceae. Loài này được (Gottsche) R.M. Schust. miêu tả khoa học lần đầu tiên năm 1980.